# 李田英
李田英（1922年—），山东广饶县丁庄镇人，中华人民共和国政治人物。全国劳模。
中国第一个农业合作社的女社长（李田英农业生产合作社）。1954年，当选第一届全国人民代表大会代表。